# Boccia na Letnich Igrzyskach Paraolimpijskich 2012
Boccia na Letnich Igrzyskach Paraolimpijskich 2012 w Londynie rozegrana została między 2 – 9 września, w hali ExCeL.

## Kwalifikacje
Do igrzysk zakwalifikowało się 104 zawodników.

## Medaliści

### Konkurencje mieszane
| Konkurencja                     | Złoto                                                                            | Srebro                                           | Brąz                                                       |
| Indywidualnie – BC1 (szczegóły) | Pattaya Tadtong                                                                  | David Smith                                      | Roger Aandalen                                             |
| Indywidualnie – BC2 (szczegóły) | Maciel Sousa Santos                                                              | Yan Zhiqiang                                     | Jeong So-yeong                                             |
| Indywidualnie – BC3 (szczegóły) | Choi Ye-jin                                                                      | Jeong Ho-won                                     | José Macedo                                                |
| Indywidualnie – BC4 (szczegóły) | Dirceu Pinto                                                                     | Zheng Yuansen                                    | Eliseu dos Santos                                          |
| Pary – BC3 (szczegóły)          | Maria-Eleni Kordali Nikolaos Pananos Grigorios Polichronidis (GRE)               | Armando Costa José Macedo Luís Silva (POR)       | Kristen de Laender Pieter Cilissen Pieter Verlinden (BEL)  |
| Pary – BC4 (szczegóły)          | Eliseu dos Santos Dirceu Pinto (BRA)                                             | Radek Procházka Leoš Lacina(CZE)                 | Marco Dispaltro Josh van der Vies (CAN)                    |
| Drużynowo – BC1-2 (szczegóły)   | Witsanu Huadpradit Mongkol Jitsa-Ngiem Pattaya Tadtong Watcharaphon Vongsa (THA) | Yan Zhiqiang Yuan Weibo Zhang Qi Zhong Kai (CHN) | Daniel Bentley Nigel Murray Zoe Robinson David Smith (GBR) |

## Tabela medalowa
| Miejsce | Państwo          | Złoto | Srebro | Brąz | Razem |
| ------- | ---------------- | ----- | ------ | ---- | ----- |
| 1.      | Brazylia         | 3     | 0      | 1    | 4     |
| 2.      | Tajlandia        | 2     | 0      | 0    | 2     |
| 3.      | Korea Południowa | 1     | 1      | 1    | 3     |
| 4.      | Grecja           | 1     | 0      | 0    | 1     |
| 5.      | Chiny            | 0     | 3      | 0    | 3     |
| 6.      | Portugalia       | 0     | 1      | 1    | 2     |
| 6.      | Wielka Brytania  | 0     | 1      | 1    | 2     |
| 8.      | Czechy           | 0     | 1      | 0    | 1     |
| 9.      | Belgia           | 0     | 0      | 1    | 1     |
| 9.      | Kanada           | 0     | 0      | 1    | 1     |
| 9.      | Norwegia         | 0     | 0      | 1    | 1     |